# توکانچه نوک‌شیاری
توکانچه نوک‌شیاری(نام علمی: Aulacorhynchus sulcatus) نام یک گونه از سرده توکانچه سبز است.